# Карчув (Опольське воєводство)
Карчув (пол. Karczów) — село в Польщі, у гміні Домброва Опольського повіту Опольського воєводства.
Населення — 644 особи (2011).

## Демографія
Демографічна структура станом на 31 березня 2011 року:
|          | Загалом | Допрацездатний вік | Працездатний вік | Постпрацездатний вік |
| -------- | ------- | ------------------ | ---------------- | -------------------- |
| Чоловіки | 316     | 61                 | 218              | 37                   |
| Жінки    | 328     | 58                 | 191              | 79                   |
| Разом    | 644     | 119                | 409              | 116                  |